# نیمه خوب
نیمه خوب (به انگلیسی: The Good Half) فیلمی محصول سال ۲۰۲۳ و به کارگردانی رابرت کوپولا شوارتزمن است. در این فیلم بازیگرانی همچون نیک جوناس، بریتنی اسنو، دیوید آرکت، الکساندرا شیپ، مت والش و الیزابت شو ایفای نقش کرده‌اند.